# Schübelsmühle
Schübelsmühle ist ein Gemeindeteil des Marktes Presseck im Landkreis Kulmbach (Oberfranken, Bayern). Schübelsmühle liegt in der Gemarkung Schlackenreuth.

## Geografie
Die Einöde liegt am Schlackenmühlbach, einem rechten Zufluss des Großen Rehbachs. Ein Anliegerweg führt nach Schlackenreuth (0,2 km nordwestlich).

## Geschichte
Der Ort wurde im Register des Ritters Fritz von Wildenstein als „Rellenmühle“ aufgelistet. Im 17. Jahrhundert wurde sie „Schlackenreuther Mühle“ genannt. 1677 wurde sie von Hans Schübel aus Schübelhammer gekauft und fortan nach ihm benannt.
Gegen Ende des 18. Jahrhunderts bestand Schübelsmühle aus einer Mahl- und Schneidmühle. Das Hochgericht sowie die Grundherrschaft übte die Herrschaft Wildenstein aus.
Mit dem Gemeindeedikt wurde Schübelsmühle dem 1808 gebildeten Steuerdistrikt Presseck und der 1818 gebildeten Ruralgemeinde Schlackenreuth zugewiesen. Am 1. Januar 1972 wurde Schübelsmühle im Rahmen der Gebietsreform in die Gemeinde Presseck eingegliedert.

### Einwohnerentwicklung
| Jahr      | 001818 | 001861 | 001871 | 001885 | 001900 | 001925 | 001950 | 001961 | 001970 | 001987 |
| Einwohner |        | 6      | 5      | 10     | 7      | 4      | 15     | 4      | 4      | 2      |
| Häuser    | 1      |        |        | 1      | 1      | 1      | 1      | 1      |        | 1      |
| Quelle    | [ 7 ]  | [ 10 ] | [ 11 ] | [ 12 ] | [ 13 ] | [ 14 ] | [ 15 ] | [ 16 ] | [ 17 ] | [ 1 ]  |

## Religion
Schübelsmühle ist seit der Reformation evangelisch-lutherisch geprägt und nach Heilige Dreifaltigkeit (Presseck) gepfarrt.